# Espol
Espol ist ein nördlicher Ortsteil der Stadt Hardegsen im Landkreis Northeim, Niedersachsen.

## Geographie
Espol liegt am Ostrand des Sollings zwischen Solling und Weper im Tal eines vom Solling herabfließenden Baches, der sich unmittelbar westlich des Ortes mit der Espolde vereinigt, die wiederum 500 m nordwestlich des Ortskerns entspringt und nahe Nörten-Hardenberg in die Leine mündet.
Zu Espol gehört auch das Forsthaus Espol ca. 700 m südöstlich des Ortes an der Straße nach Üssinghausen. Die benachbarten Orte sind Fredelsloh 4 km nördlich, Nienhagen 3 km östlich (Luftlinie) auf der anderen Seite der Weper, Delliehausen 3 km Luftlinie südwestlich auf der anderen Seite der Hardegser Köpfe (Solling) und Üssinghausen 2 km südöstlich.
Die Entfernung nach Hardegsen beträgt in Luftlinie 6,5 km.

## Geschichte
Die erste bekannte urkundliche Erwähnung stammt aus einer Urkunde des Fredelsloher Stiftes vom 30. September 1280. Diese handelt von der Zusprechung der Pfarrrechte der bereits bestehenden Dörfer Espol (damals Espele) und Krumele : „... Nos Johannes iudex capituli Northunensis anno domini Mill. CCo LXXXo in crastino beati Michaelis adiudicamus ius parrochiale villarum Krumele et Espele ecclesie in Fridessele et super eodem iure parrochiali ecclesie in Moringen perpetuum silencium imponibus; ...“.

Im Umkreis des Dorfes befinden sich die Wüstungen Krumele, Withighusen und Fredelshagen.

Espol gehörte bis zur Verwaltungsreform im Königreich Hannover 1852 zum Amt Uslar in der Landdrostei Hildesheim, wurde dann aber zusammen mit dem südlich angrenzenden Adeligen Gericht Üssinghausen dem Amt Moringen zugeschlagen, zu dem bereits seit 1820 das Amt Hardegsen gehörte. Am 1. März 1974 verlor Espol seine Stellung als selbständige Gemeinde und wurde ein Ortsteil der Stadt Hardegsen.

## Politik
Espol hat einen fünfköpfigen Ortsrat, der seit der Kommunalwahl 2021 ausschließlich von Mitgliedern der "Freien Liste Espol" besetzt ist. Die Wahlbeteiligung lag bei 79,56 Prozent.

## Kultur und Sehenswürdigkeiten

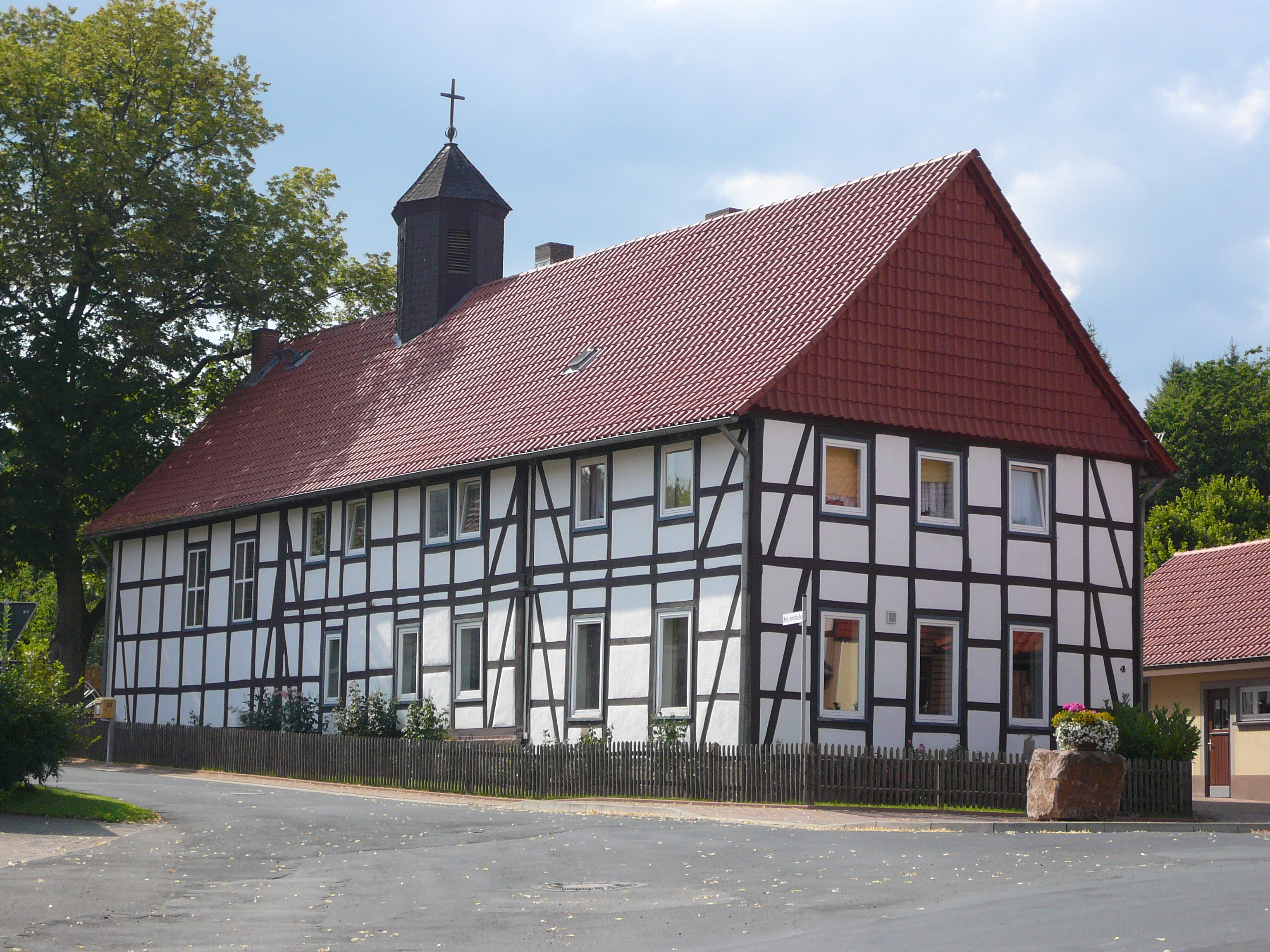
Kapellen- und Schulgebäude

### Verein
Im Dorf gibt es einen Heimat- und Kulturverein, eine Kyffhäuser-Kameradschaft, eine Freiwillige Feuerwehr, zwei Forstgenossenschaften, eine Jagdgenossenschaft, eine Real- und Hütergemeinde, einen Kapellenchor und einen Spielmannszug (gemeinsam mit den Nachbardörfern Trögen und Üssinghausen). Ein Dorfgemeinschaftshaus, eine Dorfkapelle, eine Dorfscheune, ein Kinderspielplatz, ein Feuerwehrhaus, ein Grill- und Sportplatz und eine Grillhütte sind vorhanden. Die meisten dieser Einrichtungen werden nach dem Rückzug der Stadt Hardegsen hauptsächlich ortsintern, größtenteils vom Heimat- und Kulturverein, getragen, um ein eigenständiges und unabhängiges Dorfleben aufrechtzuerhalten.
Ein Wanderziel in Ortsnähe ist die Weper mit ihrem unter Naturschutz stehenden Hang und der Sohnreyhütte.

### Bauwerke
- Kapelle: Die Kapelle in Espol gehörte zur Pfarrgemeinde Fredelsloh, heute zur Trinitatis-Kirchengemeinde Leine-Weper. Bei dem Kapellengebäude handelt es sich um einen sehr einfachen Fachwerkbau, der mit der im Osten anschließenden ehemaligen Dorfschule zusammen einen Baukörper bildet und im Jahre 1811 errichtet wurde.[3] Sie ersetzte eine scheunenartige Vorgängerkapelle; ein vorher als Schule genutztes Haus wurde 1926 abgerissen. Das Gebäude trägt im Osten des Kapellenteils einen kleinen Dachreiter, im Jahre 1933 erfolgte eine Erweiterung nach Osten ebenfalls in Fachwerkbauweise. 1961 fand eine Renovierung statt. Die Nutzung des Schulteils endete 1970, seitdem wird er für Vereinsversammlungen genutzt.

## Wirtschaft und Infrastruktur
Etwa 2 km nordwestlich von Espol befindet sich der Fernmeldeturm Solling.

### Verkehr
Durch Espol führt die Kreisstraße K435 von Fredelsloh nach Hardegsen.
Espol ist an die Regionalbuslinie 222 Hardegsen-Moringen der rbb Regionalbus GmbH angebunden. Der nächste Bahnhof befindet sich in Hardegsen.

## Politik
Ortsbürgermeister ist derzeit (2008) Volker Henkel. Der Ortsrat setzt sich traditionell aus einer freien Bürgerliste ohne Parteien zusammen.